# Passo da Bernina
O Passo da Bernina ou Passo Bernina é um passo de montanha que fica nos Alpes suíços  no  cantão dos Grisões e que liga o vale de Engadina na Suíça com o vale de Valtellina na Itália.
Com 2 328  m de altitude, é o colo mais alto da Suíça e dos Alpes a ficar aberto todo o ano.

## História
O colo só começou a ser utilizado regularmente a partir de 1512 com a conquista da Valtellina pelos Grisões até porque é o caminho mais curto para se chegar a Veneza com os quais o cantão mantinha laços apertados.
O trânsito conheceu a sua época de glória em meados do século XVI quando a França abriu um serviço postal entre Coira e Aprica. Entre 1842 e 1865 fizeram-se grandes melhoramentos com a criação de obras de arte, e mesmo uma estrada carroçada, que tem 38 km de comprimento e um desnível máximo de 10%.

## Linha de separação
O Passo Bernina encontra-se na linha de separação de águas entre o mar Negro e o mar Adriático, e separa também Engadina, onde se fala o romanche, do vale de Poschiavo onde se fala italiano.